# Daohugoa
Daohugoa (лат.) — ископаемый род пилильщиков из монотипического подсемейства Daohugoinae (ранее отдельного семейства Daohugoidae) в составе семейства пилильщиков Xyelidae. Северо-восточный Китай, провинция Внутренняя Монголия (Chifeng, ранний юрский период, Daohugou Bed).

## Описание
Мелкие насекомые, длина около 5 мм. Птеростигма крупная. Яйцеклад короткий. Мезосома шире головы. Строение усиков сходно с Blasticotoma (Blasticotomidae) с крупным толстым 3-м члеником усиков, а жилкование передних крыльев полное и похожее на представителей семейства Xyelidae. В переднем крыле четыре радиальных, три радиомедиальные, две медиокубитальные и 2 анальные ячейки. Ноги короткие и тонкие.

## Систематика и этимология
Род был впервые описан в 2004 году российским палеоэнтомологом Александром Павловичем Расницыным (Палеонтологический институт РАН, Москва, Россия) и китайским энтомологом Х. Чжаном (Hai-chun Zhang; Нанкин). Род Daohugoa первоначально был выделен в отдельное монотипическое семейство Daohugoidae. Эта вымершая архаичная группа рогохвостов представляет отдельную кладу сестринскую к другим семействам из надсемейства Siricoidea. Родовое название происходит от имени формации Daohugou Bed, в отпечатках которой были найдены представители ископаемой группы.
В 2019 году были открыты ещё два вида и статус семейства понижен до подсемейства Daohugoinae в составе Xyelidae.
- Daohugoa tobiasi Rasnitsyn and Zhang, 2004 — юрский период (Китай)[2]
- Daohugoa rasnitsyni Ding and Zhang, 2016 — юрский период (Китай)[1]
- Daohugoa longa Wang, Rasnitsyn & Ren, 2019 — юрский период (Китай)
- Daohugoa bella Wang, Rasnitsyn & Ren, 2019 — юрский период (Китай)[3]